# Бердинских, Мария Игоревна
Мари́я И́горевна Берди́нских (род. 3 августа 1987, Дороничи) — российская актриса театра и кино.

## Биография
Родилась в посёлке Дороничи. В 2008 году окончила Театральное училище имени Б. В. Щукина (курс В. В. Иванова). С 2008 года — в труппе Театра имени Евгения Вахтангова.
Играет в спектаклях основного репертуара, также снимается в кино.

### Семья
Муж — актёр Леонид Бичевин (род. 1984).
Сыновья — Иван (род. 2014) и Степан (род. 2019).

## Награды
- Медаль ордена «За заслуги перед Отечеством» II степени (10 сентября 2021 года) — за большой вклад в развитие отечественной культуры и искусства, многолетнюю плодотворную деятельность[2].
- Лауреат премии «Хрустальная Турандот» в номинации «Лучший дебютант» за роль Сони в спектакле «Дядя Ваня» (2010)[3].

## Роли

### В театре
- Белая акация — Катя
- Берег женщин — Пьянчужка Лола
- Бесы — Марья Лебядкина (Хромоножка)
- Дон Жуан и Сганарель — Матюрина
- Дядюшкин сон — Машка
- Дядя Ваня — Соня
- За двумя зайцами — Химка
- Маскарад — гостья
- Мера за меру — Джульетта
- Принцесса Ивонна — Ивонна
- Пристань — барышня-студентка
- Мнимый больной -  Анжелика

### В кино
- 2005—2006 — Люба, дети и завод — Ирина
- 2007 — Закон и порядок: Преступный умысел. Фильм 8: Волчье логово — Маша Колганова
- 2009 — Рябиновый вальс — Клавдия Маркова
- 2009—2010 — Кремлёвские курсанты — Зоя, девушка Варнавы
- 2014 — С осенью в сердце — девушка из сна Лёни
- 2014 — Куприн. Яма — Паша
- 2018 — Кровавая барыня — Фёкла
- 2021 — Северный ветер — девочка без имени
- 2022 — Заключение — Лера

## Комментарии
1. ↑  Посёлок Дороничи в 1930—1950-е годы входил в состав Шалаевского сельсовета Кировского района, с 1970-х — в состав Дороничевского сельсовета (с 1990-х — Дороничевского сельского округа) Ленинского района города Киров; с 2005 — в составе городского округа «Город Киров»[1].